# Система попередження про виїзд зі смуги

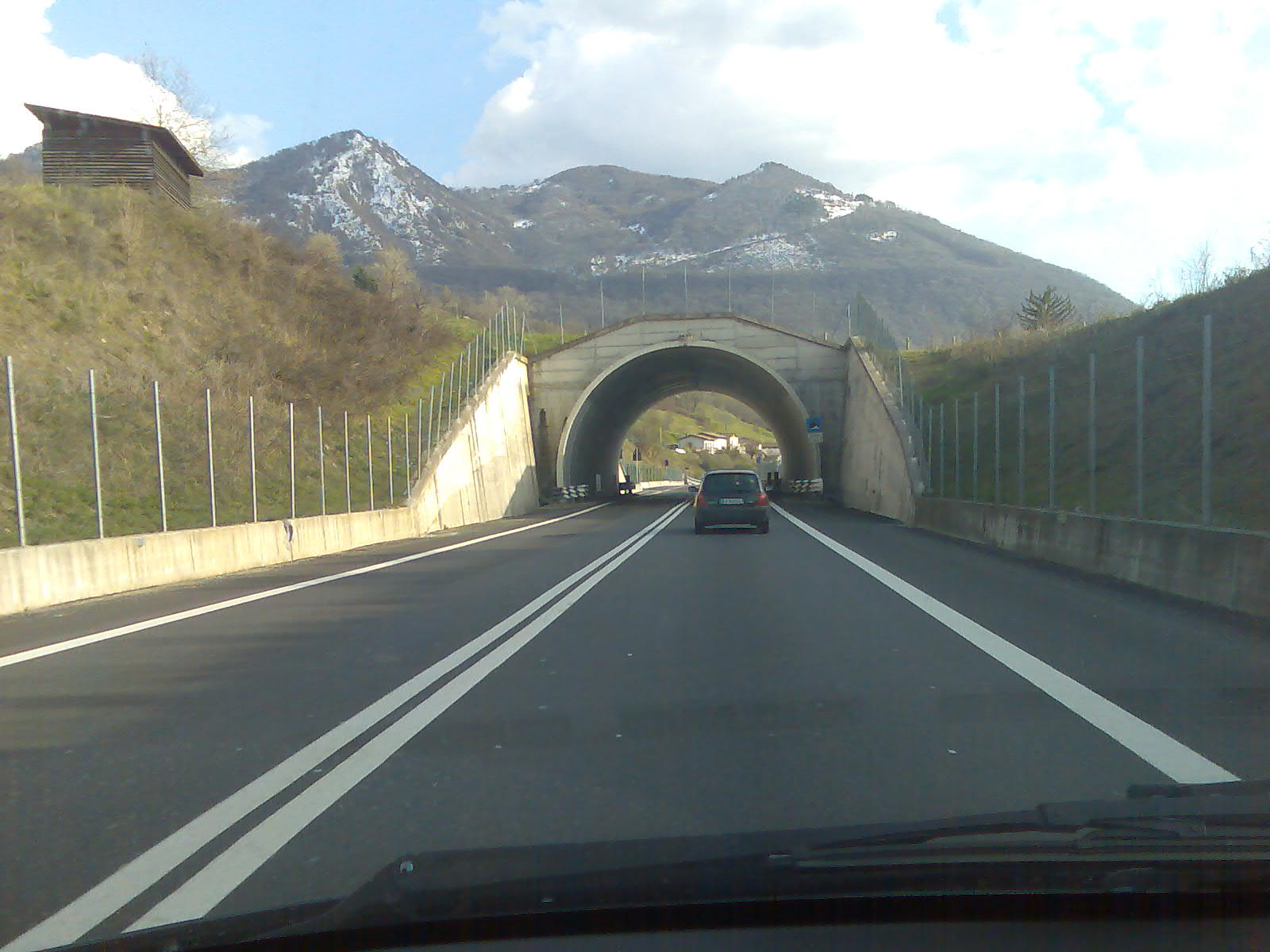
Розмітка дороги

Система попередження про виїзд із смуги — система, яка призначена для попередження водія у випадках, коли автомобіль починає рухатися зі своєї  смуги руху (за винятком ситуації, коли  поворотник ввімкнений у цьому напрямку ) на  автострадах і  магістралях.
Ці системи призначені для мінімізації нещасних випадків і усунення основної причини зіткнення: помилки водія, неуважності і сонливості.

## Типи
Існує два основних типи систем:
- Системи, які попереджають водія (lane departure warning - система попередження про виїзд зі смуги, LDW), якщо автомобіль залишає смугу (візуальні, звукові і / або вібраційні попередження)
- Системи, які попереджають водія і, якщо водій не вживає заходів, автоматично виконують послідовність операцій для того, щоб утримати транспортний засіб на своїй смузі руху (lane keeping system - система утримання смуги руху, LKS)

## Типи датчиків

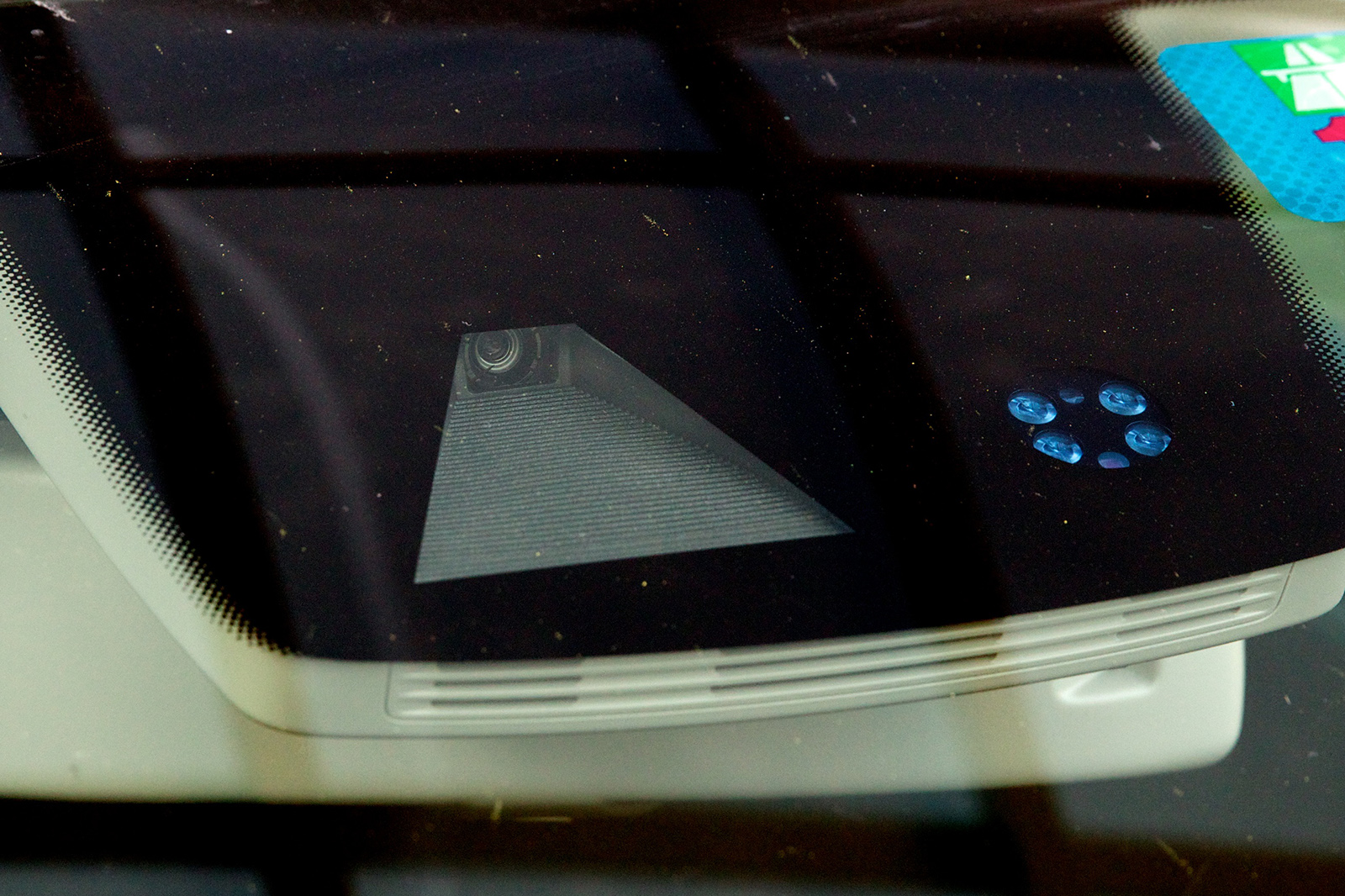
Відеокамера утримання смуги на VW Golf

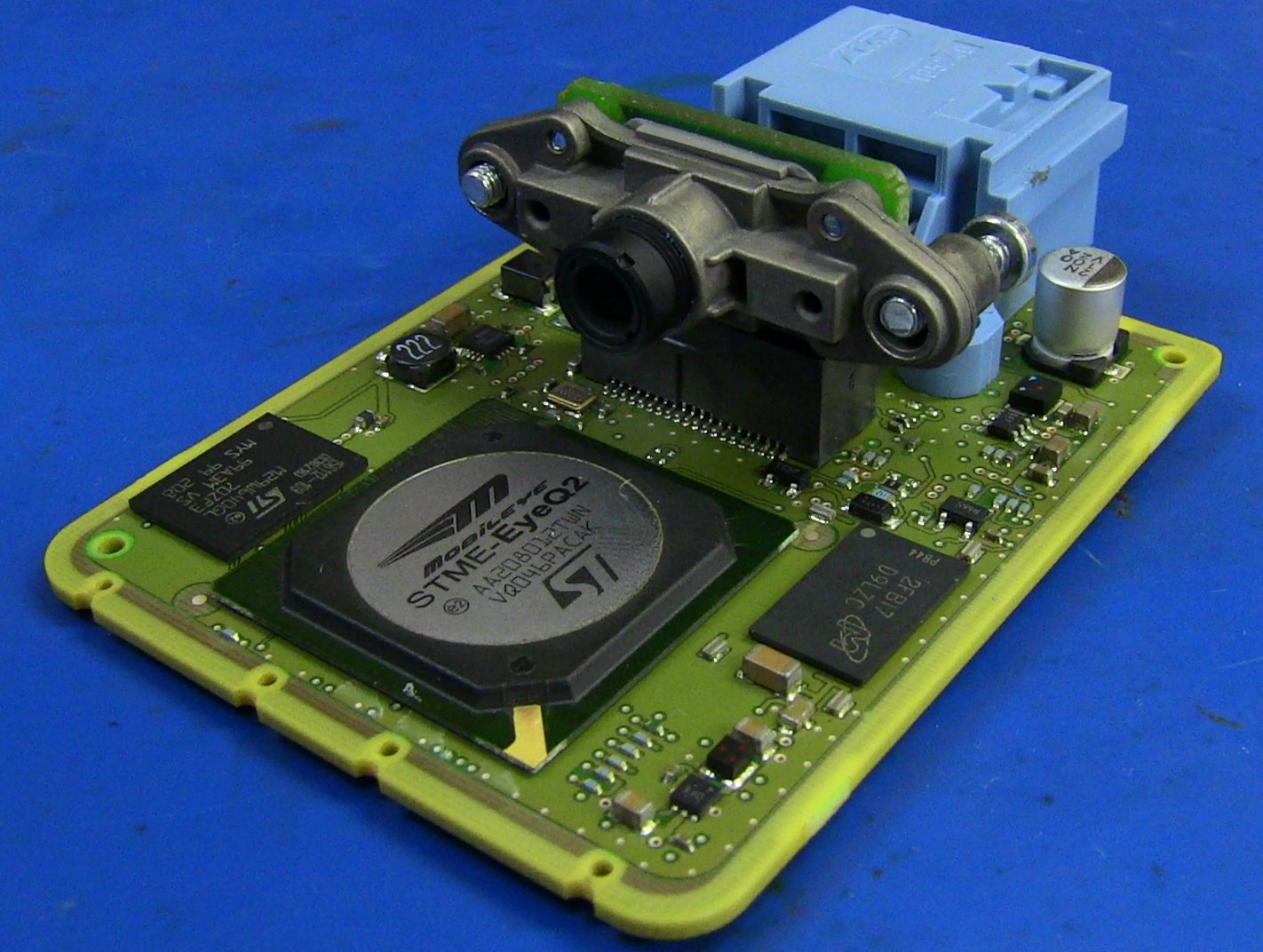
Друкована плата і модуль відеокамери Hyundai Lane Guidance

Системи попередження про виїзд зі смуги і системи утримання смуги ґрунтуються на:
- Відео-датчиках в зоровій області (встановлюються за лобовому склі, наприклад, біля дзеркала заднього виду)
- Лазерних датчиках (встановлюються на передній частині транспортного засобу)
- Інфрачервоних датчиках (встановлюються під лобовим склом або під днищем автомобіля)[1]

## Недоліки існуючих систем
Система попередження про виїзд зі смуги, як і система утримання смуги, спираються на видиму дорожню розмітку. Вони, як правило, не можуть визначати затерту, відсутню або некоректну розмітку. Розмітка, що покрита снігом або стара розмітка можуть порушити правильне функціонування системи.